# Nahukuá

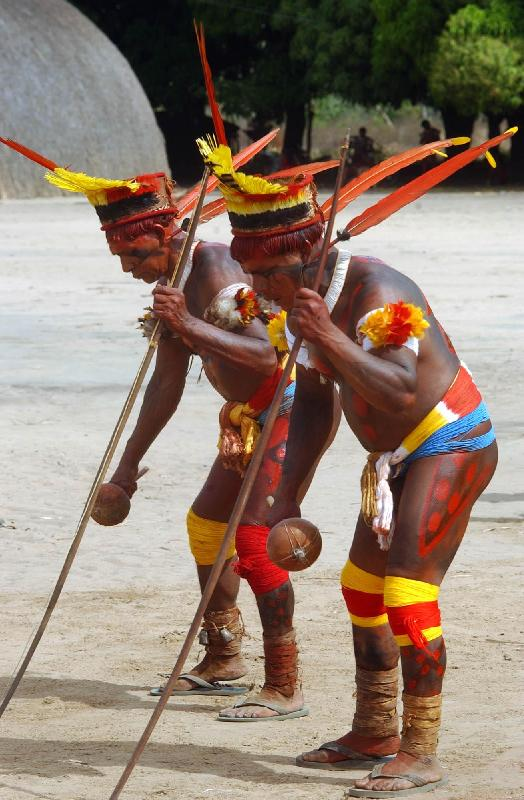
Danse devant deux troncs, dans le Haut Xingu. Fête de Kuarup, dans la région de Kamayurá (20 août 2004). Photo réalisée par Marcello Casal Jr

Les Nahukwá sont un peuple du Haut-Xingu (région et système culturel), vivant dans le Parc indigène du Xingu, dans le Mato Grosso, au Brésil.

## Langue
Ils parlent une langue de la famille linguistique caribe, et notamment le portugais.